# Alsótárnok
Alsótárnok (1890-ig Alsó-Trnavka, szlovákul: Dolná Trnávka) község Szlovákiában, a Besztercebányai kerületben, a Garamszentkereszti járásban.

## Fekvése
Garamszentkereszttől 6 km-re délnyugatra, a Garam jobb partján fekszik.

## Története
1388-ban „Thornoka Inferior" néven említik először. Neve a szláv trn (= tövis, kökény) főnévből származik. A saskői váruradalom része, később a selmeci bányakamara tulajdonában állt. 1601-ben 16 háza, 1720-ban 16 adózó háztartása volt. 1828-ban 30 házában 196 lakos élt, akik főként mezőgazdasággal foglalkoztak.
Vályi András szerint: „Alsó, Felső Trnavka. Két tót falu Bars Várm. földes Urok a’ Selmetzi Bányászi Kamara, lakosaik katolikusok, és másfélék, fekszenek N. Lovtsához, és Zdonyához nem meszsze, és azoknak filiáji; földgyeik középszerűek, legelőjök elég, makk termő erdejek is van."
Fényes Elek szerint: „Trnavka (Alsó-), tót falu, Bars vmegyében, Sz. Kereszthez 1 mfld, 196 kath., lak. F. u. a kamara."
Bars vármegye monográfiája szerint: „Alsótárnok, garamvölgyi tót kisközség. 1424-ben mint a saskői uradalom birtoka és a saskői vár tartozéka szerepel Alsotharnoka néven. 1563-ban mint a Dóczyak birtokát már Thernavka, majd Trnavka és Trnauka néven találjuk a különféle oklevelekben és munkákban. A mult század elején már a kincstár volt az ura. Temploma nincsen, mert Nagy-Lócsához tartozik. Postája Nagy-Lócsa, távirója Garamszentkereszt, vasúti állomása pedig Geletnek. Lakosainak száma 292."
A trianoni diktátumig Bars vármegye Garamszentkereszti járásához tartozott.
A szlovák nemzeti felkelés idején területén élénk partizántevékenység folyt. 1957-ben alakult földműves szövetkezete.

## Népessége
| Év:            | 1994. | 2004.   | 2014.   | 2024.   |
| -------------- | ----- | ------- | ------- | ------- |
| Emberek száma: | 346   | 366     | 340     | 356     |
| Eltérés:       |       | +5,78 % | -7,10 % | +4,70 % |

| Év:            | 2023. | 2024.   |
| -------------- | ----- | ------- |
| Emberek száma: | 354   | 356     |
| Eltérés:       |       | +0,56 % |

1910-ben 316, túlnyomórészt szlovák anyanyelvű lakosa volt.
2001-ben 358 lakosából 356 szlovák volt.
2011-ben 350 lakosából 346 szlovák volt.